# Вільгельм Мольтерер
Вільгельм Мольтерер (нім. Wilhelm Molterer; нар. 14 травня 1955, Штайр) — австрійський політик.
Міністр сільського господарства Австрії в 1994–2003 роках. Віцеканцлер і міністр фінансів Австрії в коаліційному уряді Альфреда Гузенбауера в 2007–2008 роках.
Лідер Австрійської народної партії в 2007–2008 роках. Пішов у відставку з посади лідера партії незабаром після невдалих для партії дострокових парламентських виборів, які відбулися 28 вересня 2008 року.